# Retallar (imatge)
Retallar és l'eliminació de zones externes no desitjades d'una imatge fotogràfica o il·lustrada. El procés sol consistir en l'eliminació d'algunes de les zones perifèriques d'una imatge per eliminar els elements no desitjats de la imatge, millorar-ne l'enquadrament, canviar la relació d'aspecte o accentuar o aïllar el tema del seu fons. Depenent de l'aplicació, es pot realitzar en una fotografia física, una obra d'art o imatges de pel·lícules, o es pot aconseguir digitalment mitjançant un programari d'edició d'imatges. El procés de retallar és comú a les empreses de fotografia, processament de pel·lícules, transmissió, disseny gràfic i impressió.

## Exemples gràfics (fotografia)
Retallar per subratllar el tema:

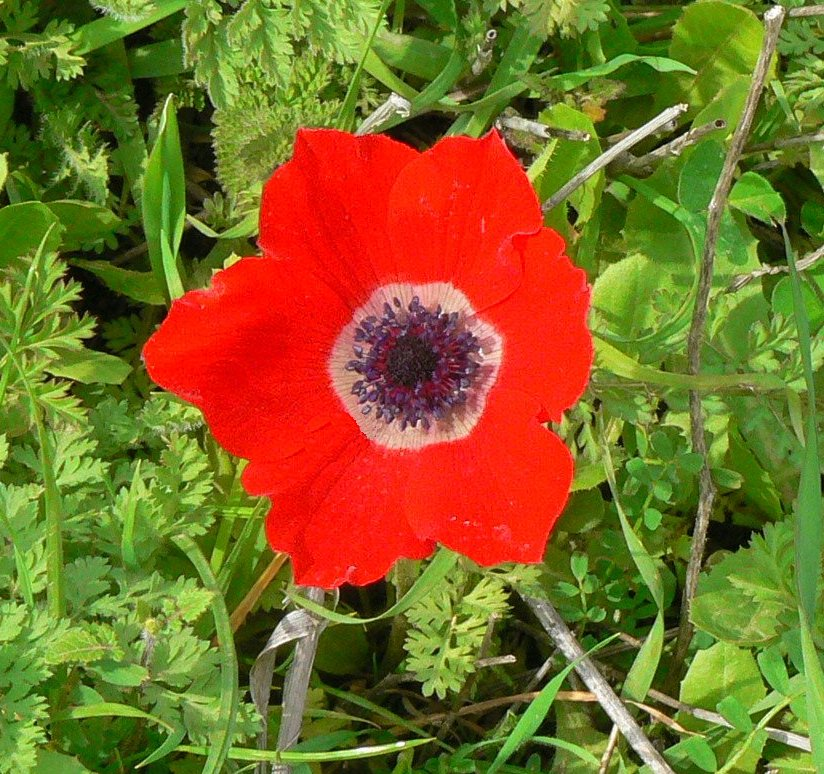
Imatge retallada d'Anemone coronaria, relació d'aspecte 1,065, en què la flor omple la major part del marc
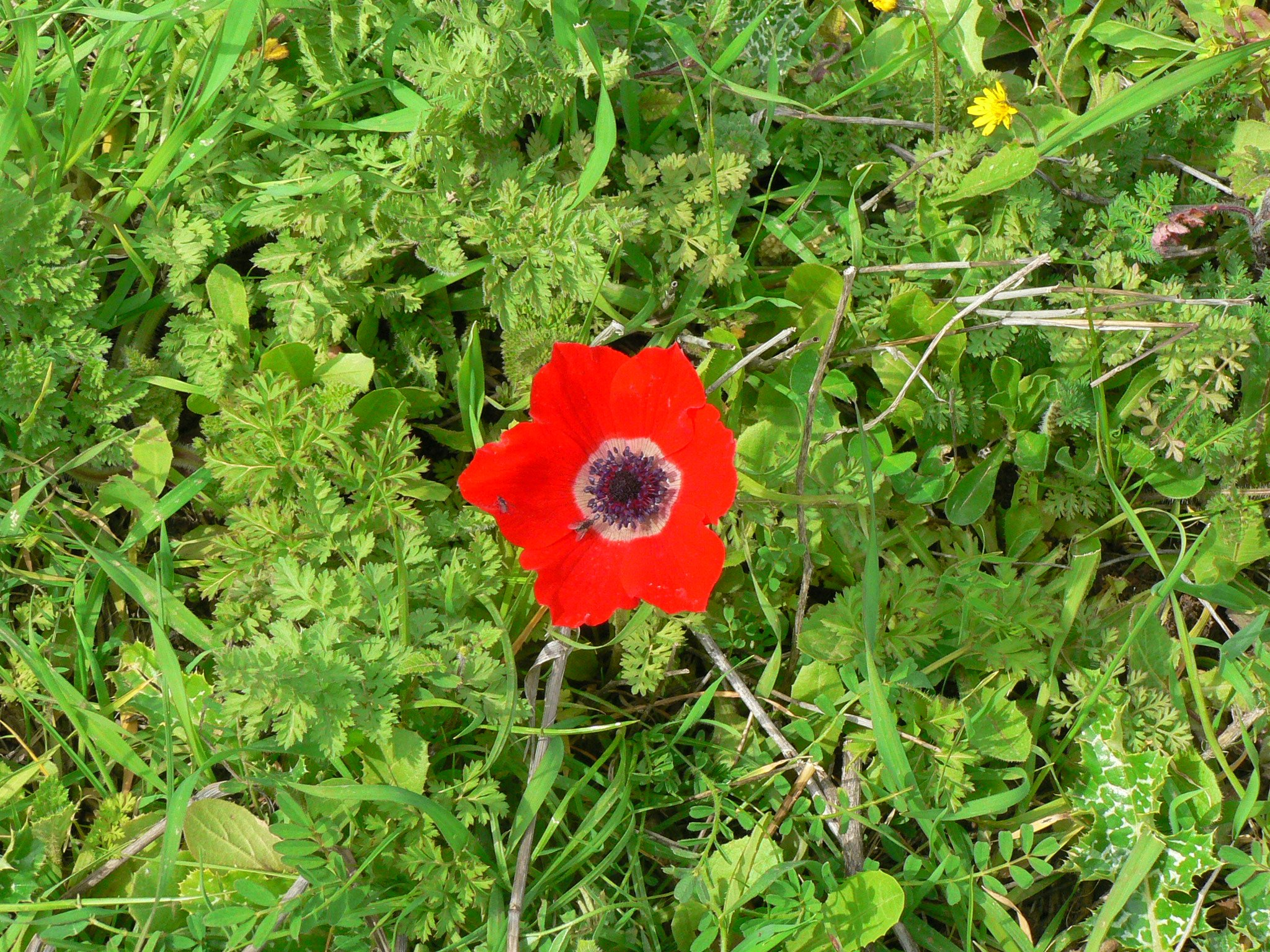
La foto original, proporció 1,333, en què la flor utilitza només una petita part del marc

Retallar per eliminar objectes o detalls no desitjats:

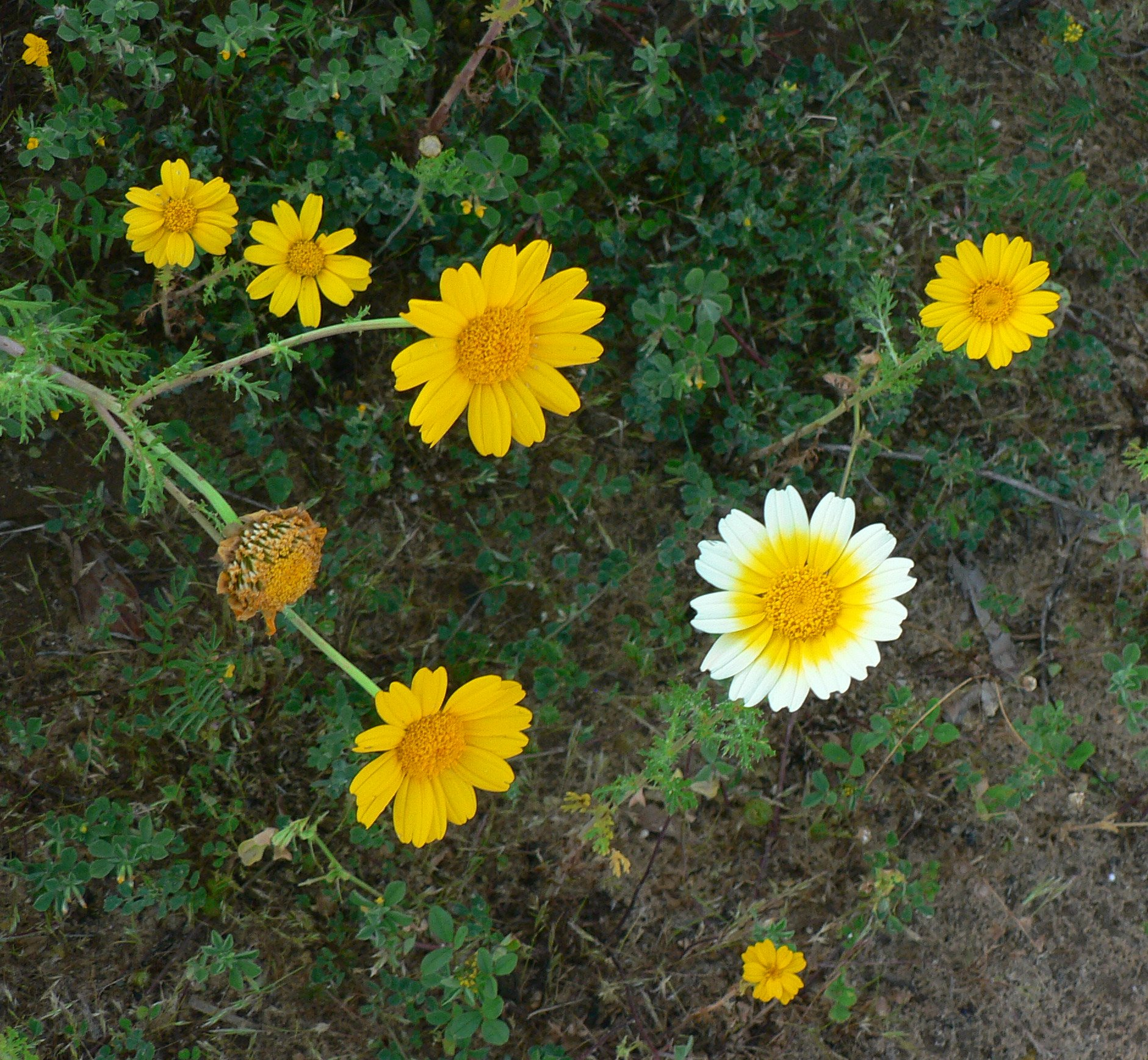
Imatge retallada de Garland chrysanthemum, relació d'aspecte 1,081
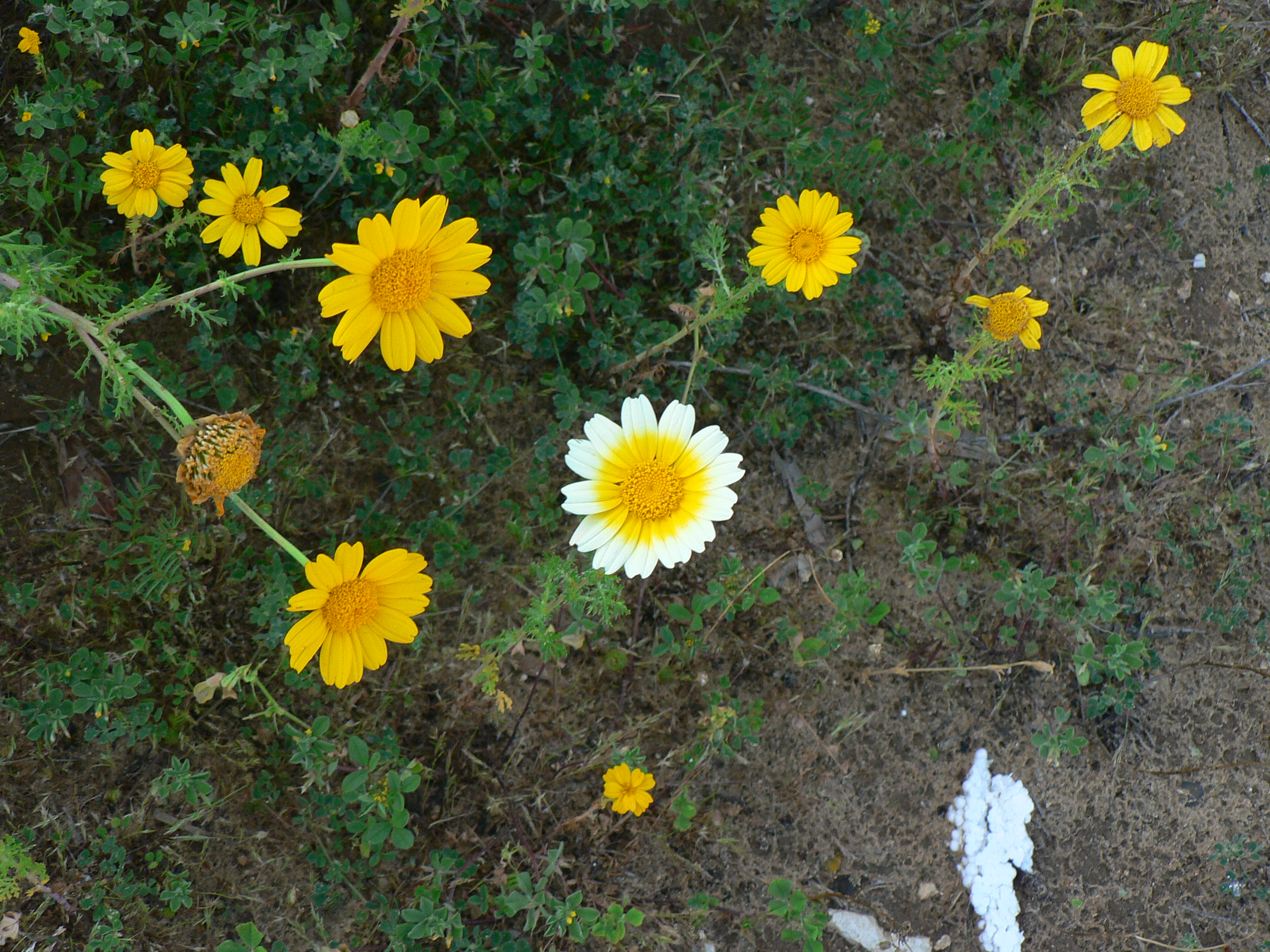
La foto original, relació d'aspecte 1,333, la part inferior dreta mostra elements no desitjats: un de color blanc i a la part superior dreta mostra una flor morta.